# Los robots chiflados
Los chiflados robónicos (en inglés The Robonic Stooges) fue una serie animada sabatina de los años 1970 producida por Hanna-Barbera y desarrollada por Norman Maurer. La serie se emitió en la cadena estadounidense de televisión CBS entre el 28 de enero de 1978 y el 2 de septiembre de 1978.

## Trama
La serie presentaba a los tres chiflados como disparatados héroes biónicos que luchan contra el crimen, y constaba de dos segmentos, los Chiflados robónicos y Woofer y Wimper, perros detectives.
Los chiflados robónicos salieron al aire originalmente como un segmento en Skatebirds (pájaros patinadores) a principios de 1978. Al trío les fue dado su propio espacio de media hora, que contenía 16 episodios.
Los chiflados robónicos -Moe, Larry y Curly- son agentes secretos que luchan contra el crimen con sus poderes biónicos especiales y les son dadas sus instrucciones mediante su frustrado jefe, el agente 000 (pronunciado “oh-oh-oh”)

## Apariciones en cómics
En 2024, The Robonic Stooges – Saturday Morning Cartoons fue publicado por American Mythology Productions, con guiones de S.A. Check, James Kuhoric y Rich Gallo, y arte interior integral realizado por Fernando Gabriel Sosa (ISBN 85609100602130511).

## Créditos
Voces 
- Paul Winchell- Moe
- Joe Baker – Larry
- Frank Welker – Curly
- Ross Martin – Agente 000

## Créditos de la producción
- Productores ejecutivos: William Hanna, Joseph Barbera
- Productor: Terry Morse, Jr.
- Productor creativo: Iwao Takamoto
- Productor asociado: Neil Balnaves
- Historia: Kathy Colburn, Tom Dagenais, Dill Dailey, Dianne Dixon, Kari Oaurs, Andy Heyward, Chris Jenkyns, Mark Jones, Joan Maurer, Michael Maurer, Norman Maurer, Jack Mendelsohn, Howie Post, Cliff Roberts, Sandy Sandifer
- Editores de historia: Norman Maurer, Sid Morse
- Directores de historia: Álvaro Arce, Carl Fallberg, Cullen Houhtailing, Mike O'Connor, Don Sheppard, George Singer, Karren Wright
- Voces: Joe Baker, Bob Hastings, David Joliffe, Jim MacGeorge, John Stephenson, Patricia Stitch, Tara Talboy, Frank Welker, Paul Winchell
- Editores: Peter Berger, Warner Leighton, Peter Jennings
- Supervisor de filme: Dick Elliott
- Asistente de editor de filme: Barry Gold
- Música: Hoyt Curtin
- Supervisión musical: Paul DeKorte
- "Robonic Stooges" creados por: Norman Maurer
- Director de grabación: Wally Burr
- Gráficos: Iraj Paran
- Diseño de personajes: Bob Singer, Norman Maurer, Lew Ott, George Wheeler
- Supervisión de layout: Steve Lumley
- Layout: Bob Fosbry, Terry Moesker, Joe Shearer, Mike Trebert
- Fondos: Richard Zaloudek, Milan Zahorsky, Jerry Liew, Michael King-Prince, Peter Connell, Ken Wright, Michael Chojecki, Lesley Nicholl
- Verificación de animación: Narelle Nixon
- Xerografía: Ellen Bayley
- Supervisión de tinta y pintura: Narelle Derrick
- Managers de producción: R.J. Louis, James Cranston
- Coordinador de producción: Tobi Singleton
- Supervisión de producción: Doug Patterson, Mark D'Arcy-Irvine, Adrienne Smith
- Director de arte: Kirk Axtell
- Supervisión de script: Mary Jane Ferguson, Lester Hoyle
- Dirección de sonido: Richard Olson, Bill Getty
- Mezcla de sonido: Manuel Topoto, James Pilcher
- Fotografía de animación: Terry Smith, Carole Laird, Mark D'Arcy-Irvine, Kieren Mulgrew, Tom Epperson
- Supervisión de doblaje: Pat Foley
- Consulta del negativo: William E. DeBoer
- Supervisión de posproducción: Joed Eaton